# Беломорский район
Беломо́рский район — административно-территориальная единица в Республике Карелии Российской Федерации. В границах района образован Беломорский муниципальный округ (с 2004 до 2023 гг. — муниципальный район).
Административный центр — город Беломорск.

## География
Район относится к районам Крайнего Севера.
Район расположен в северо-восточной части Республики Карелия вдоль побережья Онежской губы Белого моря. Площадь района — 12797 км².
Граничит с Кемским, Калевальским, Муезерским и Сегежским районами Республики Карелия, на юго-востоке — с Архангельской областью.
Более половины территории района занимают болота, около 40 % территории покрыто лесом (основные породы: сосна и ель), остальную территорию занимает акватория Белого моря.
Промышленные природные ресурсы района составляют рыба, морепродукты, лесные ресурсы, торф. Полезные ископаемые представлены гранитом, песчано-гравийными материалами, молибденовыми рудами, золотом.
Крупнейшие реки: Нижний Выг, Колежма, Пяла, Нюхча, Ухта, Сума, Тунгуда, Летняя, Маленьга, Сума, Большая Кетьмукса. Сумозеро, Пулозеро, Лежево.

### Климат
Зима длится до двухсот дней, лето не более шестидесяти дней. Средняя температура февраля −11.2 °C, июля +15.9 °C.

## История
В 1927 году на территории Сорокской волости в Автономной Карельской ССР был образован Сорокский район с центром в селе Сорока. Указом Президиума Верховного Совета РСФСР от 2 сентября 1938 года произошло объединение четырёх населённых пунктов (село Сорока, посёлок лесопильщиков имени В. П. Солунина на правом берегу реки Выг, посёлок Водников ББК и посёлок железнодорожной станции Сорокская) в город Беломорск, а Сорокский район был переименован в Беломорский.

## Население
| 1989    | 2002    | 2009    | 2010    | 2011    | 2012    | 2013    | 2014    |
| ------- | ------- | ------- | ------- | ------- | ------- | ------- | ------- |
| 31 381  | ↘24 003 | ↘21 298 | ↘19 118 | ↘19 024 | ↘18 546 | ↘18 052 | ↘17 650 |
| 2015    | 2016    | 2017    | 2018    | 2019    | 2020    | 2021    | 2023    |
| ↘17 261 | ↘17 034 | ↘16 663 | ↘16 303 | ↘15 929 | ↘15 433 | ↘13 076 | ↘12 546 |

Согласно прогнозу Минэкономразвития России, численность населения будет составлять:
- 2024 — 14,62 тыс. чел.
- 2035 — 11,33 тыс. чел.

### Урбанизация
В городских условиях (Беломорск) проживают 59,04 % населения района.

### Национальный состав
По итогам переписи населения 2020 года проживали следующие национальности (национальности менее 0,1 % и другое, см. в сноске к строке «Другие»):
| Национальность | Численность, чел. | Доля     |
| -------------- | ----------------- | -------- |
| Русские        | 11 689            | 89,39 %  |
| Карелы         | 411               | 3,14 %   |
| Белорусы       | 308               | 2,36 %   |
| Поморы         | 148               | 1,13 %   |
| Украинцы       | 143               | 1,09 %   |
| Финны          | 35                | 0,27 %   |
| Азербайджанцы  | 27                | 0,21 %   |
| Татары         | 17                | 0,13 %   |
| Поляки         | 16                | 0,12 %   |
| Другие         | 282               | 2,16 %   |
| Итого          | 13 076            | 100,00 % |

## Населённые пункты
В Беломорском районе 59 населённых пунктов (в том числе 10 населённых пунктов, входящих в составы города и посёлков):
| №  | Населённый пункт      | Тип      | Население | Бывшее муниципальное образование  |
| -- | --------------------- | -------- | --------- | --------------------------------- |
| 1  | Беломорск             | город    | ↘7407     | Беломорское городское поселение   |
| 2  | Большая Уда           | разъезд  | →0        | Сосновецкое сельское поселение    |
| 3  | Вирандозеро           | посёлок  | ↘460      | Сумпосадское сельское поселение   |
| 4  | Вирма                 | село     | ↘16       | Сумпосадское сельское поселение   |
| 5  | Вирма                 | станция  | →0        | Сумпосадское сельское поселение   |
| 6  | Водников              | посёлок  |           | Беломорское городское поселение   |
| 7  | Воренжа               | деревня  | →0        | Сумпосадское сельское поселение   |
| 8  | Выгостров             | деревня  | ↘29       | Беломорское городское поселение   |
| 9  | Горелый Мост          | разъезд  |           | Беломорское городское поселение   |
| 10 | Ендогуба              | деревня  |           | Сумпосадское сельское поселение   |
| 11 | Золотец               | посёлок  | ↘643      | Беломорское городское поселение   |
| 12 | Кевятозеро            | деревня  | →0        | Сосновецкое сельское поселение    |
| 13 | Колежма               | село     | ↘157      | Сумпосадское сельское поселение   |
| 14 | Колежма               | станция  | ↗5        | Сумпосадское сельское поселение   |
| 15 | Красная Горка         | деревня  | →0        | Летнереченское сельское поселение |
| 16 | Лапино                | деревня  | ↘25       | Сумпосадское сельское поселение   |
| 17 | Летнее Озеро          | деревня  | →2        | Сосновецкое сельское поселение    |
| 18 | Летнереченский        | посёлок  | ↘1669     | Летнереченское сельское поселение |
| 19 | Летний-2              | посёлок  | ↘38       | Летнереченское сельское поселение |
| 20 | Лехта                 | село     | ↗27       | Сосновецкое сельское поселение    |
| 21 | Маленга               | посёлок  | ↘145      | Сумпосадское сельское поселение   |
| 22 | Маленга               | станция  | →2        | Сумпосадское сельское поселение   |
| 23 | Матигора              | деревня  | ↘4        | Беломорское городское поселение   |
| 24 | Машезеро              | деревня  | ↗5        | Сосновецкое сельское поселение    |
| 25 | Никонова Сельга       | деревня  | →0        | Летнереченское сельское поселение |
| 26 | Новое Машезеро        | посёлок  | ↘391      | Сосновецкое сельское поселение    |
| 27 | Ноттоваракка          | деревня  | ↘0        | Сосновецкое сельское поселение    |
| 28 | Нюхча                 | село     | ↘307      | Сумпосадское сельское поселение   |
| 29 | Олимпий               | деревня  |           | Летнереченское сельское поселение |
| 30 | Остров Большой Жужмуй | деревня  | →2        | Сосновецкое сельское поселение    |
| 31 | Палокоргской ГЭС      | посёлок  |           | Летнереченское сельское поселение |
| 32 | Пертозеро             | деревня  | ↘0        | Сумпосадское сельское поселение   |
| 33 | при 12 шлюзе ББК      | посёлок  |           | Летнереченское сельское поселение |
| 34 | при 13 шлюзе ББК      | посёлок  |           | Летнереченское сельское поселение |
| 35 | при 14 шлюзе ББК      | посёлок  |           | Сосновецкое сельское поселение    |
| 36 | при 15 шлюзе ББК      | посёлок  |           | Сосновецкое сельское поселение    |
| 37 | при 16 шлюзе ББК      | посёлок  | ↘30       | Беломорское городское поселение   |
| 38 | при 17 шлюзе ББК      | посёлок  | ↘12       | Беломорское городское поселение   |
| 39 | при 18 шлюзе ББК      | посёлок  | →40       | Беломорское городское поселение   |
| 40 | при 19 шлюзе ББК      | посёлок  |           | Беломорское городское поселение   |
| 41 | Пушной                | посёлок  | ↗417      | Сосновецкое сельское поселение    |
| 42 | Руйга                 | разъезд  |           | Сумпосадское сельское поселение   |
| 43 | Сальнаволок           | деревня  | ↘17       | Беломорское городское поселение   |
| 44 | Сосновец              | посёлок  | ↘1533     | Сосновецкое сельское поселение    |
| 45 | Сумозеро              | посёлок  | →0        | Сумпосадское сельское поселение   |
| 46 | Сумостров             | деревня  |           | Сумпосадское сельское поселение   |
| 47 | Сумпосад              | станция  | ↘244      | Сумпосадское сельское поселение   |
| 48 | Сумский Посад         | село     | ↘662      | Сумпосадское сельское поселение   |
| 49 | Сухое                 | село     | ↘20       | Сумпосадское сельское поселение   |
| 50 | Тегозеро              | станция  | →2        | Сумпосадское сельское поселение   |
| 51 | Тунгуда               | деревня  | ↗50       | Сосновецкое сельское поселение    |
| 52 | Тунгуда               | станция  | ↘0        | Летнереченское сельское поселение |
| 53 | Ушково                | деревня  | →2        | Сосновецкое сельское поселение    |
| 54 | Хвойный               | посёлок  | ↘206      | Сумпосадское сельское поселение   |
| 55 | Чёрная Ламбина        | местечко | →0        | Сумпосадское сельское поселение   |
| 56 | Шижня                 | деревня  | ↗83       | Беломорское городское поселение   |
| 57 | Шуезеро               | деревня  | ↗21       | Сосновецкое сельское поселение    |
| 58 | Шуерецкое             | село     | ↘186      | Сосновецкое сельское поселение    |
| 59 | Юково                 | деревня  | ↗1        | Сумпосадское сельское поселение   |

В 2014 году в районе образованы два новых населённых пункта — деревни Ендогуба и Сумостров, обе включены в состав Сумпосадского сельского поселения.

## Муниципальное устройство
В рамках организации местного самоуправления в границах района функционирует Беломорский муниципальный округ.
Ранее в 2004—2023 гг. в существовавший в этот период Беломорский муниципальный район входили 4 муниципальных образования на нижнем уровне, в том числе 1 городское поселение и 3 сельских поселения.
| № | Муниципальное образование         | Административный центр | Количество населённых пунктов | Население (чел.) | Площадь (км²) |
| - | --------------------------------- | ---------------------- | ----------------------------- | ---------------- | ------------- |
| 1 | Беломорское городское поселение   | город Беломорск        | 12                            | ↘8284            | 258,00        |
| 2 | Летнереченское сельское поселение | посёлок Летнереченский | 9                             | ↘1138            | 2671,00       |
| 3 | Сосновецкое сельское поселение    | посёлок Сосновец       | 16                            | ↘1804            | 4363,00       |
| 4 | Сумпосадское сельское поселение   | село Сумский Посад     | 22                            | ↘1320            | 5505,00       |

14 апреля 2013 года было упразднено Нюхчинское сельское поселение и село Нюхча вошло в состав Сумпосадского сельского поселения.
В 2023 году муниципальный район и все входившие в его состав городское и сельские поселения были упразднены и объединены в Беломорский муниципальный округ.
Руководители
Главы муниципального района — Председатели Совета
- 2020—2023 — Синякова Ольга Юрьевна[38]
- с 20 сентября 2023 года — Ирина Валентиновна Филиппова

Главы администрации
- 2018—2023 — Алексей Андреевич Уханов
- с 2023 года (и. о.) — Ольга Яковлевна Александрова[39]

## Экономика
Основные отрасли производства в районе — форелеводческие хозяйства на побережье Белого моря, рыболовство и рыбопереработка, лесозаготовка и деревообработка, добыча строительного камня и производство щебня, гидроэнергетика (Беломорская ГЭС и другие станции Выгского каскада ГЭС).
- Звероводческий совхоз «Беломорский». Организован 14 апреля 1958 года. Ныне организация не работает[40].

## Районная газета
Первый номер районной газеты «Беломорская трибуна» (первый редактор И. М. Гроссман) вышел в свет в октябре 1930 года.

## Достопримечательности
На территории района сохранилось более 200 памятников историко-культурного наследия, в том числе — наскальные изображения (петроглифы).

## Известные жители
В районе работал Герой Социалистического Труда Осташков Ю. А.